# Plaque de Futuna
Pour les articles homonymes, voir Futuna (homonymie).
La plaque de Futuna est une microplaque tectonique de la lithosphère de la planète Terre. Sa superficie est de 0,000 79 stéradians. Elle est généralement associée à la plaque pacifique.
Elle se situe dans l'ouest de l'océan Pacifique et couvre les îles Futuna et Alofi, mais pas celle de Wallis, située plus au nord sur la plaque pacifique.
La plaque de Futuna est en contact avec les plaques de Niuafo'ou, pacifique et australienne.
Le déplacement de la plaque de Futuna se fait à une vitesse de rotation de 4,848° par million d'années selon un pôle eulérien situé à 10° 16′ de latitude sud et 178° 31′ de longitude ouest (référentiel : plaque pacifique).

## Sources
- (en) Peter Bird, An updated digital model of plate boundaries, vol. 4, Geochemistry Geophysics Geosystems, 14 mars 2003 (DOI 10.1029/2001GC000252, Bibcode 2003GGG.....4.1027B, lire en ligne)